# Nemyrynci (obwód żytomierski)
Nemyrynci (ukr. Немиринці) – wieś na Ukrainie, w obwodzie żytomierskim, w rejonie berdyczowskim, w hromadzie Różyn. W 2001 liczyła 772 mieszkańców, spośród których 766 wskazało jako ojczysty język ukraiński, a 6 rosyjski.